# Japanagromyza incisa
Japanagromyza incisa este o specie de muște din genul Japanagromyza, familia Agromyzidae, descrisă de Mitsuhiro Sasakawa în anul 1966.
Este endemică în Thailand. Conform Catalogue of Life specia Japanagromyza incisa nu are subspecii cunoscute.